# KBV 290
KBV 290 är ett av Kustbevakningens övervakningsfartyg. Fartyget levererades 1990 från Djupviks varv på Tjörn, Bohuslän och är stationerat i Karlskrona.